# إبيروس
إبيروس (بالإغريقية:Ήπειρος) في الميثولوجيا الإغريقية، هي بنت آغاف وإخيون. رافقت قدموس الملك الفينيقي وهارمونيا أثناء حملهم لجسد بينثيوس. توفيت في منطقة إبيروس ودفنت هناك؛ واعتبر مكان دفنها مكانا مقدسا مكرسا لها ولاحقا تمت تسمية كامل البلاد باسمها أي إبيروس.
كما اعتبر المكان نفسه أيضا المنطقة التي قام بها ابن الملك كيخيروس بقتل فتاة شابة عن غير قصد في أثناء ممارسته الصيد الأمر الذي دفعه إلى الندم الشديد على فعلته هذه، فقام برمي نفسه في الوادي مما أدى إلى وفاته فقام أتباع الملك بتأسيس مدينة كيخيروس حول الوادي إكراما له.